# Rei Onodera
Rei Onodera (小野寺 玲, Onodera Rei), né le 3 septembre 1995 à Yokohama, est un coureur cycliste japonais.

## Biographie
En 2017, Rei Onodera devient champion d'Asie du contre-la-montre espoirs. Il prend également la troisième place du championnat du Japon du contre-la-montre. 

## Palmarès et résultats

### Palmarès par année
- 2016
  - 3e du championnat du Japon du contre-la-montre espoirs
- 2017
  -  Champion d'Asie du contre-la-montre espoirs
  - 3e du championnat du Japon du contre-la-montre
- 2018
  -  Champion d'Asie du contre-la-montre par équipes

### Classements mondiaux
| Année                                 | 2017 | 2018  | 2019  | 2020 | 2021  | 2022  | 2023  |
| ------------------------------------- | ---- | ----- | ----- | ---- | ----- | ----- | ----- |
| Classement mondial                    | 805e | 1526e | 1846e | nc   | 2718e | 1569e | 1861e |
| UCI Asia Tour                         | 91e  | 252e  | 157e  | nc   | 226e  | 129e  | nc    |
|                                       |      |       |       |      |       |       |       |
| Légende : nc = non classéSource : UCI |      |       |       |      |       |       |       |